# Kazirodztwo

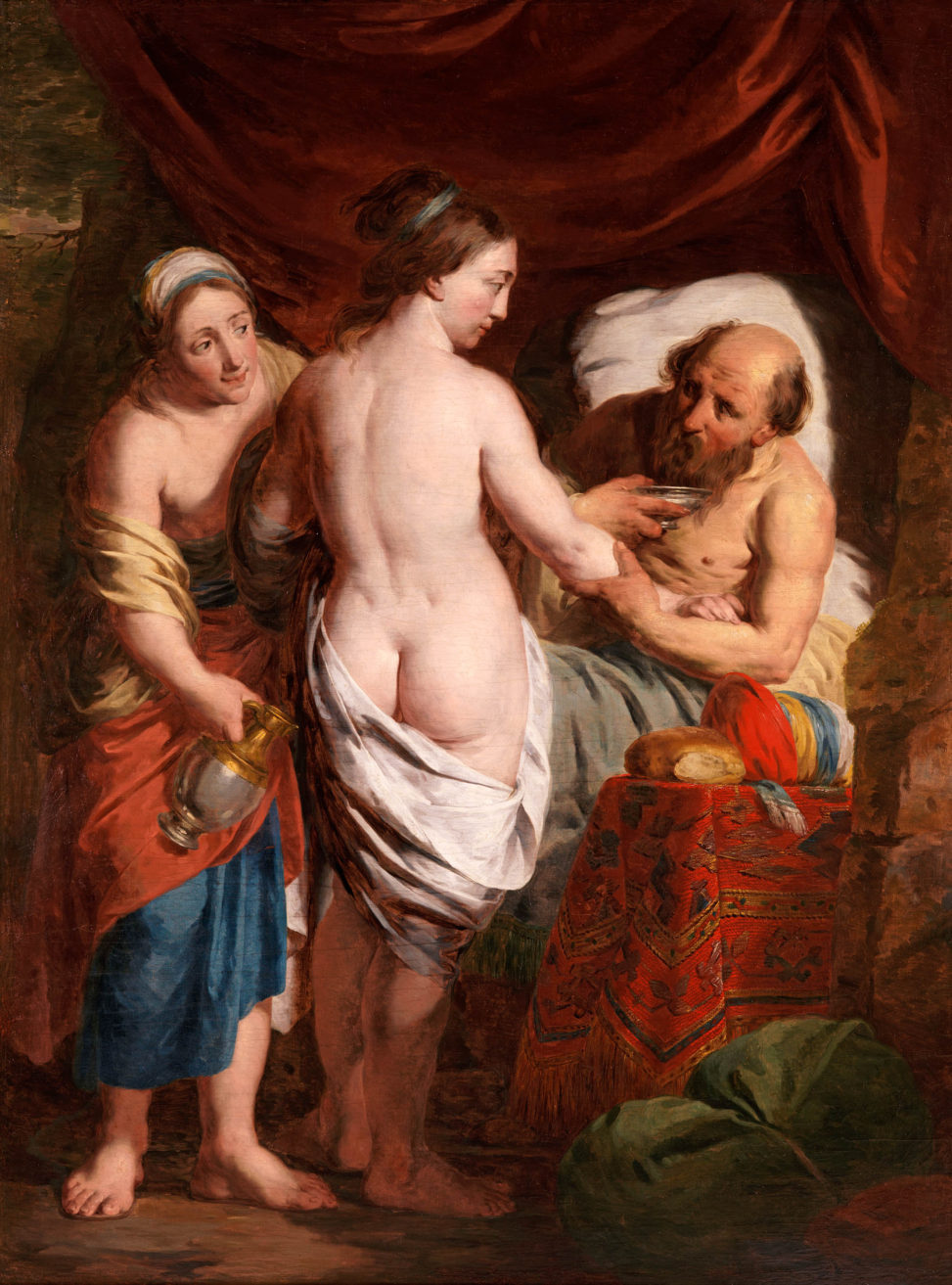
Kazirodztwo w sztuce: Pieter Jozef Verhaghen, Lot i jego córki (1780)

Kazirodztwo – zachowanie seksualne w stosunku do osoby blisko spokrewnionej, ale także osób spowinowaconych, np. poprzez adopcję czy małżeństwo krewnego. W wielu kulturach kazirodztwo pozostaje tematem tabu i postrzegane jako jednoznacznie złe – co uzasadnia się zwiększonym ryzykiem wystąpienia u potomstwa wad wrodzonych, niepełnosprawności fizycznej i intelektualnej oraz przedwczesnej śmierci. Jest ono tym większe, im wyższy jest stopień pokrewieństwa genetycznego rodziców.

## Kontekst biologiczny
W świecie roślin istnieją skomplikowane organy zapobiegające samozapyleniu. W stosunku do samych siebie rośliny mogą być jałowe (samopłonne). W innych wypadkach różny bywa czas dojrzewania ich pylników i znamion, co zapobiega samozapyleniu, bądź też pylnik i znamiona są od siebie przestrzennie oddalone. Znane jest też zjawisko heterostylii. Zapłodnienie służy przede wszystkim przemieszczaniu materiału genetycznego. Jako że u roślin rozwinęły się organy zapobiegające samozapłodnieniu wskutek obojnactwa, przemawia to za tym, że zapłodnienie krzyżowe jest jednoznacznie pozytywne dla procesów selekcji naturalnej.
U zwierząt najczęściej nie występują organy zapobiegające kazirodztwu, jako że ich większa ruchliwość w dostatecznym stopniu zapewnia przemieszanie się osobników w populacji. Na ogół rodzina po wykarmieniu młodych rozprasza się. W wielu wypadkach (np. u wiewiórki środkowoeuropejskiej) matka aktywnie wygania swe dzieci po zaprzestaniu karmienia. Ponieważ rodzina nie pozostaje we wspólnocie, wymiana genów w obrębie populacji jest tym samym zapewniona.
Niebezpieczeństwo regularnego chowu wsobnego występuje tylko tam, gdzie rodzina jest silnie zespolona. Tam też napotyka się wrodzone zahamowania przed krzyżowaniem się z rodzicami albo rodzeństwem. Przykładowo gęś gęgawa nie łączy się w pary ze współplemieńcami, z którymi wzrastała, nawet gdy nie są to rodzone siostry i bracia. U makaków japońskich stwierdzono coś w rodzaju zakazu kazirodztwa w odniesieniu do relacji matki z synem. Jane van Lawick-Goodall zauważyła, że dwa dojrzałe płciowo szympansy jako jedyne samce w grupie nie kopulowały z samicą, która była ich matką. Możliwym mechanizmem zapobiegającym krzyżowaniu się osobników zwierząt, w tym człowieka, blisko spokrewnionych jest efekt Westermarcka.

## Antropologia
Przedstawiciele wczesnej antropologii (na przykład Lewis Henry Morgan) żywili przekonanie, że związki między krewnymi prowadzą do biologicznego pogarszania się gatunku ludzkiego. W świetle dzisiejszej wiedzy z zakresu genetyki pogląd ten wydaje się zasadny. Badania nad dziećmi urodzonymi w związkach krewnych pierwszego stopnia wykazały, że 42% z nich rodzi się poważnymi wadami urodzeniowymi bądź umiera tuż po porodzie, a kolejne 11% zostaje dotkniętych przez łagodne upośledzenie umysłowe. W kazirodczym związku częściej ujawniają się też choroby autosomalne recesywne, ponieważ potencjalnie oboje rodzice mogą przekazać dziecku chorobotwórczy allel.
Jeśli para blisko ze sobą spokrewniona wyda na świat potomstwo, może nastąpić u niego wzmocnienie recesywnych oraz dominujących cech zarówno negatywnych jak i pozytywnych. Wynik takiego związku może być zarówno albo bardzo niekorzystny albo bardzo korzystny zależnie od danego układu genetycznego w zbiorowości, w obrębie której zachodzi mieszanie genów.
Wśród Egipcjan (podobnie jak wśród Persów czy Hindusów) rozpowszechnione były związki kazirodcze, a miłość między rodzeństwem dla „zachowania czystości krwi” była nawet uświęcona. Małżeństwo między bratem a siostrą nie było zabronione, a faraonom czasami nawet nakazywano zawieranie małżeństw kazirodczych. Przegląd literatury naukowej wykazał, że potomstwo kuzynostwa ma szansę na chorobę genetyczną kilka punktów procentowych większą, niż przeciętne dziecko, a potomstwo rodzeństwa lub związków rodzic-dziecko – kilkadziesiąt punktów procentowych. W starożytnej Grecji tabu kazirodztwa było powszechne i uregulowane prawnie jako poważne przestępstwo w prawodawstwie wielu polis.
Według tezy fińskiego socjologa Edwarda Westermarcka z 1891 roku ludzie nie uznają swoich bardzo bliskich krewnych za atrakcyjnych seksualnie, a tabu tkwi w samym umyśle. Zgodnie z teorią Westermarcka mężczyźni nie tworzą związków seksualnych z matkami i siostrami nie z powodu norm społecznych, lecz po prostu dlatego, że nie pociągają ich osoby, z którymi się wychowali. Ani mężczyźni, ani kobiety nie są w stanie rozpoznać swoich krewnych jako krewnych, mogą jednak zastosować regułę, która w 99% przypadków zapobiega kazirodztwu: unikają tworzenia związków z tymi, których znają z dzieciństwa. W ten sposób wytwarza się awersja seksualna do najbliższych krewnych. Zjawisko to jest formą wdrukowania.
Reguła ta nie zapobiega małżeństwu kuzynów, ale ujawnienie się niepożądanych genów recesywnych w takich związkach jest mało prawdopodobne. Mogą natomiast pojawić się u potomstwa takich par korzyści wynikające z połączenia grup genów dobrze przystosowanych do współpracy między sobą.
Teza Westermarcka znajduje oparcie w etologii (przykładowo przepiórki rozpoznają swoich braci i siostry nawet wtedy, gdy chowały się oddzielnie, i wolą łączyć się z kuzynami, niż z obcymi), a także w historii obyczajowości. W izraelskich kibucach niespokrewnione dzieci, które wychowują się wspólnie w żłobkach, często zawierają przyjaźnie na całe życie, ale prawie nigdy nie zawierają ze sobą małżeństw. Na Tajwanie, zgodnie ze starymi zwyczajami chińskimi, praktykuje się w niektórych rodzinach małżeństwo shim-pua, w którym dziewczynka od czasów niemowlęcych wychowuje się w domu swojego przyszłego męża. Takie małżeństwa są często bezpotomne, gdyż partnerzy nie są dla siebie atrakcyjni seksualnie. Natomiast odwrotnie: gdy siostra i brat wychowują się oddzielnie, to gdy spotkają się w odpowiednim wieku, często zakochują się w sobie.

## Teorie psychologiczne
Według teorii Zygmunta Freuda ludzie mają ukryte skłonności kazirodcze, ale społeczne tabu i normy pozwalają im opanować te pokusy. Zygmund Freud twierdził, że rodzic płci przeciwnej stanowi dla każdego człowieka pierwszy i najsilniejszy obiekt pożądania seksualnego (wiąże się to z tak zwanym kompleksem Edypa). Ponieważ tabu kazirodztwa nie można znaleźć w psychice jednostki, istnieje potrzeba surowego zakazu. Freud uważał, że gdyby nie tabu kazirodztwa, to cały gatunek ludzki cechowałby się wysokim stopniem wsobności i skutkiem tego powstawałyby aberracje genetyczne.

## Kazirodztwo jako tabu kulturowe
Tabu (zakaz) kazirodztwa należy do najbardziej powszechnych zakazów, występuje w zasadzie we wszystkich kulturach. Akceptowane społecznie kazirodztwo było spotykane tylko w starożytnym Egipcie, Persji, Fenicji, u Inków, Celtów i mieszkańców Tajwanu.
W świetle antropologii kulturowej źródło zakazu kazirodztwa leży w czynnikach kulturowych. Zgodnie z teorią Claude’a Lévi-Straussa zakaz ten jest podstawowym elementem organizacji społecznej, on właśnie leży u podstaw rozwoju społeczeństw pierwotnych. Jego funkcją jest „uruchamianie” wymiany matrymonialnej, dzięki której ludzie nawiązują stosunek powinowactwa. Istotna więc treść zakazu kazirodztwa nie wyczerpuje się w samym fakcie zakazu czegoś; ona z natury swej ma rodzić wymianę – wymianę mężczyzn i kobiet między poszczególnymi grupami; ona też stanowi regułę, normę wyrażającą pragnienie grupy nawiązania przyjaznych stosunków z inną grupą i wyjścia z izolacji. Egzogamia afirmuje drugiego człowieka (po to zabrania małżeństw w ramach grupy, aby je zawierano między członkami różnych grup) i wskazuje na korzyści społeczne, które wynikają z faktu wymiany.
Antropologia strukturalna Claude’a Lévi-Straussa uznaje kazirodztwo za wręcz swego rodzaju początek kultury, punkt graniczny między naturą a kulturą, w którym jedna się kończy, a druga zaczyna, przynależny do obydwu tych sfer (które poza tym są w opozycji).
Zakaz kazirodztwa bywał jednak różnie definiowany w różnych kulturach. W grupach społecznych, które cechuje endogamia, dopuszcza się (lub też dopuszczało się) związki między stosunkowo bliskimi krewnymi (zwłaszcza gdy są to niezbyt liczne grupy społeczne, np. arystokracja, rodziny królewskie, ze szczególnym przykładem dynastii faraonów). W takim kontekście małżeństwo między kuzynami lub między stryjem a bratanicą czasem nie było po prostu uważane za kazirodztwo, choć w innym kontekście kulturowym kazirodztwem jest.
W przypadku dynastii faraonów Egiptu, ze względu na ich święty, boski status w tamtej kulturze, mieli oni bardzo zawężony wybór potencjalnych małżonków. Wydanie niektórych sióstr faraona za kogokolwiek innego, niż on, byłoby świętokradztwem. Tradycja egipska ściśle określała, które relacje pokrewieństwa w rodzinie faraona są kazirodztwem, a które nie. Na przykład związek faraona z niektórymi siostrami nie był uznawany za kazirodztwo, a z niektórymi innymi był. Podobnie było w przypadku władców Inków. Sapa Inka (król) był uznawany za potomka bogów i tylko kobiety „boskiej krwi” mogły być jego żonami. Zazwyczaj zostawała nią jego siostra. Przypuszcza się, że te bliskie więzy pokrewieństwa doprowadzały np. do chorób genetycznych, jak to było w rodzinie Echnatona
.
Skrajnie abiologiczną tezę prezentuje Nancy Thornhill, dowodząc, że tabu kazirodztwa stanowi faktycznie zbiór norm małżeńskich wymyślonych przez obdarzonych władzą mężczyzn, aby uniemożliwić ich rywalom akumulację bogactw poprzez małżeństwa z kuzynkami. W świetle tej teorii zakaz kazirodztwa nie ma podłoża biologicznego, ale związany jest z władzą.

## Religie

### Mitologia
Prawdopodobnie najbardziej znanym przekazem na temat kazirodztwa jest grecki mit o Edypie przestrzegający przed „nieczystym zachowaniem” (zobacz Kompleks Edypa). Z drugiej jednak strony, w mitach greckich powszechne są kazirodcze związki pomiędzy bogami, takie jak związek Gai i Uranosa oraz Zeusa i Demeter, z którego narodziła się Persefona. W mitologii egipskiej natomiast Horus pojmuje za żonę swoją matkę Izydę. W mitologii chińskiej legendarny pierwszy władca Chin Fuxi pojął za żonę swoją siostrę imieniem Nügua.

### Biblia
Biblijna Księga Rodzaju opowiada historię Lota, który po ucieczce ze skazanej na zagładę Sodomy, uszedł wraz z córkami w bezpieczne miejsce, w góry. Tam jego córki, upoiwszy ojca winem, dopuściły się kazirodztwa współżyjąc z nim. Owocami tego związku byli Moab i Ben-Ammi, protoplaści plemion Moabitów i Ammonitów. Biblia zakazuje kazirodztwa w Księdze Kapłańskiej oraz Nowym Testamencie w 1. Liście św. Pawła do Koryntian.

### Kościół katolicki
Początkowo Kościół zabraniał zawierania małżeństw tylko do czwartego stopnia pokrewieństwa po mieczu według rzymskiego systemu obliczeń; w X-XII w. zakazał zawierania małżeństw do siódmego stopnia według rachuby germańskiej, odpowiadającej mniej więcej czternastemu stopniowi rachuby rzymskiej. W 1215 r. Sobór laterański IV ograniczył do czwartego stopnia przeszkody wynikające z prawowitego pokrewieństwa i powinowactwa, a wynikające z powinowactwa nieprawego – do stopnia drugiego.

### Koran
Sura An-Nisa, fragment Koranu uznawanego przez muzułmanów za bezpośrednie słowa Boga skierowane do Mahometa, precyzuje, z którymi kobietami wolno się żenić mężczyznom wedle islamu:
Nie żeńcie się z niewiastami, które były żonami ojców waszych, jest to występek, jest tu ścieżka do zguby; lecz jeśli się złe stanie, zachowaj twą niewiastę. Nie wolno wam żenić się: z matką, z waszymi córkami, siostrami, synowicami, mamkami, ich córkami, z matkami żon waszych, z córkami niewiast, którymi się opiekujecie, chybabyście nigdy nie mieszkali z ich matkami. Nie będziesz także pojmował: twoich pasierbic, ani dwie żyjące siostry; jeżeli występek popełniony. (4:26-27)

## Aspekty prawne
Kazirodztwo – przestępstwo polegające na dopuszczeniu się obcowania płciowego w stosunku do wstępnego, zstępnego, przysposobionego, przysposabiającego, brata lub siostry.
Stypizowane w art. 201 Kodeksu karnego z 1997 jako występek. Czyn zabroniony również w kodeksach karnych z 1969 i z 1932 (w tym ostatnim w węższym zakresie, ponieważ zakazowi nie podlegało obcowanie z osobą przysposobioną lub przysposabiającą).
Przepis karny:
Ustawa z dnia 6 czerwca 1997 r. Kodeks karny
(Dz.U. z 2022 r. poz. 1138)

Art. 201. Kto dopuszcza się obcowania płciowego w stosunku do wstępnego, zstępnego, przysposobionego, przysposabiającego, brata lub siostry, podlega karze pozbawienia wolności od 3 miesięcy do lat 5.

Dobrowolne stosunki seksualne między dorosłymi krewnymi nie podlegają karze w Belgii, Holandii, Luksemburgu, Hiszpanii, Francji i Portugalii.

## Kazirodztwo w kulturze na przestrzeni wieków
Jako tabu kulturowe temat kazirodztwa stanowiło temat inspiracji dla wielu artystów.
W mitologii
Mit o Edypie stanowił jeden z czołowych tematów tragedii greckiej, niektóre z tych sztuk do dziś są wystawiane.
- Sofokles, Król Edyp.

W muzyce
Mieczysław Karłowicz skomponował w 1906 poemat symfoniczny Stanisław i Anna Oświecimowie op. 12 (o miłości brata i siostry).
Richard Wagner w dramacie muzycznym Walkiria przedstawia miłość rodzeństwa Zyglindy i Zygmunta, owocem ich związku jest Siegfried, bohater dwóch kolejnych oper cyklu Pierścień Nibelunga.
W literaturze
Jonathan Littell w epopei Łaskawe ustami głównego bohatera Maximiliana Aue opowiada o jego miłości do siostry – bliźniaczki Uny.
Thomas Mann w książce Wybraniec opisuje dzieje średniowiecznego bohatera, który jest owocem związku rodzeństwa, później żeni się z własną matką, pokutuje i zostaje papieżem.
Vladimir Nabokov w powieści Ada albo Żar opisuje namiętne uczucie między Ivanem „Vanem” Veenem i Adą Veen, którzy oficjalnie są kuzynostwem pierwszego stopnia a naprawdę – rodzeństwem – dziećmi Mariny Durmanow i Demona Veena.
Gabriel Garcia Marquez w powieści Sto lat samotności opisał historię rodziny przeklętej na 100 lat, za zawarcie małżeństwa pomiędzy dwójką bliskich kuzynów.
Mario Puzo w powieści historycznej Rodzina Borgiów inspirując się renesansowymi plotkami, opisał romans między głównymi bohaterami, dziećmi papieża Aleksandra VI – Lukrecją Borgią i jej bratem Cezarem.
George R.R. Martin w serii książek Pieśni Lodu i Ognia i pozostałych książek dziejących się w tym samym uniwersum, opisuje kazirodcze relacje w rodzie Targaryenów oraz romans królowej Cersei Lannister z jej bratem bliźniakiem Jaimiem.
Wiera Szkolnikowa w powieści „Namiestniczka” opisuje kazirodcze związki między bliźniętami rodu Aellinów, na przykładzie Inuona i Ivenną, jako naturalną cechę tego rodu.
W kinematografii
- Milczenie Ingmara Bergmana 1963 (jedna z bohaterek jest rozpaczliwie zakochana w swojej siostrze)
- Moja siostra, moja miłość Vilgota Sjömana 1966 (między bratem a siostrą)
- Droga do Saliny, reż. Georges Lautner 1970, na podstawie Maurice Cury Sur la route de Salina 1962 (między bratem a siostrą)
- Szmery w sercu Louisa Malle'a 1971 (między matką a nastoletnim synem)
- Homo faber Volkera Schlöndorffa 1991, na podstawie powieści Maxa Frischa
- Oldboy Park Chan-wooka 2003
- Delta Kornéla Mundruczó 2008
- My Mother (franc. Ma Mère) Christophe’a Honoré 2004 (film przygotowany w oparciu o książkę Ma mère Georges’a Bataille (1966, tłum. pol. Moja matka, przeł. Bożena Sęk., Wyd. Wema 1991, s. 103) – opowiada o kazirodczym związku pomiędzy 17-letnim młodzieńcem i jego 43-letnią, rozwiązłą, atrakcyjną matką)
- Dekalog IV Krzysztofa Kieślowskiego 1988 (skomplikowana relacja między ojcem i córką)
- Od początku do końca, reż. Aluizio Abranches 2009 – historia braci przyrodnich, których związek wraz z ich dojrzewaniem staje się coraz bardziej nasycony seksualnością
- Bez wstydu 2012 (miłość brata do siostry)